# Thomas Allen
Thomas Boaz Allen (Seaham, 10 settembre 1944) è un baritono inglese.

## Biografia
Nato a Seaham nella contea di Durham, è cresciuto in una comunità di minatori. Il padre era un appassionato di musica e per questo incoraggiò il figlio a una cultura musicale. Iniziò a suonare l'organo ed entrò nel coro della cappella locale e proprio lì il suo talento venne notato dal maestro di musica che cominciò a dargli brevi lezioni private. Preferendo la musica alla medicina, a diciotto anni entrò in contatto con Arthur Hutchings, allora insegnante di musica presso la Durham University, grazie al quale venne presentato in colloquio presso il Royal College of Music (RCM). Nel 1964 iniziarono i suoi studi di canto con Hervey Alan e di organo con Harold Darke. Dopo aver vinto il Queen' s Prize e la laurea alla RCM, il suo debutto in teatro avvenne come marchese d'Obigny ne La traviata di Verdi il 4 febbraio 1969. Sono in molti a ritenere che il successo di Allen sia soprattutto dovuto alle sue spiccate doti teatrali che gli hanno consentito di interpretare ruoli sia drammatici (come Onegin) sia comici (come Figaro). Si esibì al Covent Garden per la prima volta nel ruolo di Donald nel Billy Budd di Britten nel 1971 e ben presto entrò nella compagnia stabilmente.
Il primo ruolo principale che fronteggiò fu Papageno nel Flauto magico al Festival di Glyndebourne e da quel momento i principali ruoli da baritono entrarono nel suo repertorio che si ingrandì sempre di più. Lo ospitarono i teatri più importanti del mondo, dal Metropolitan di New York alla Scala di Milano nei panni dei suoi cavalli di battaglia come Don Giovanni (nell'opera omonima) o il Conte di Almaviva nelle Nozze di Figaro o cimentandosi in ruoli più particolari e inusuali come Sweeney Todd nella produzione del 2003 alla Royal Opera House del musical di Stephen Sondheim. Numerosi sono i recital nei quali si esibisce in America, in Europa e persino in Asia e Australia.
Sir Thomas Allen si occupa di frequente di progetti no-profit legati a rappresentazioni musicali. Nel 1989 è stato nominato commendatore dell'Ordine dell'Impero Britannico e dieci anni dopo Knight Bachelor, entrambi per i servizi resi all'opera lirica. Il 1º gennaio del 2012 ha preso il posto di dodicesimo Rettore alla Durham University. Dal 1988 è sposato con Jeannie Lascelles.

## Repertorio
- Ambroise Thomas
  - Hamlet (Hamlet)
- Hector Berlioz
  - Béatrice et Bénédict (Claudio)
- Arrigo Boito
  - Mefistofele (Wagner)
- Georges Bizet
  - I pescatori di perle (Zurga)
- Benjamin Britten
  - Peter Grimes (Ned Keene, Balstrode)
  - Billy Budd (Billy Budd)
- Christoph Willibald Gluck
  - Iphigénie en Tauride (Oreste)
- Gaetano Donizetti
  - L'elisir d'amore (Belcore)
- Charles Gounod
  - Faust (Valentin)
- Leoš Janáček
  - La piccola volpe astuta (The Forester)
- Franz Lehár
  - Die Lustige Witwe (Count Danilo Danilovitch)
- Ruggero Leoncavallo
  - Pagliacci (Silvio)
- Jules Massenet
  - Werther (Albert)
- Wolfgang Amadeus Mozart
  - Così fan tutte (Guglielmo, Don Alfonso)
  - Die Zauberflöte (Papageno)
  - Don Giovanni (Don Giovanni)
  - Le nozze di Figaro (Figaro, Conte di Almaviva)
- Claudio Monteverdi
  - Il ritorno di Ulisse in patria (Ulisse)
- Henry Purcell
  - Dido and Aeneas (Aeneas)
- Gioachino Rossini
  - Il Barbiere di Siviglia (Figaro)
- Stephen Sondheim
  - Sweeney Todd: The Demon Barber of Fleet Street (Sweeney Todd)
- Johann Strauss
  - Die Fledermaus (Gabriel von Eisenstein)
- Richard Strauss
  - Capriccio (The Count)
- Pëtr Il'ič Čajkovskij
  - Evgenij Onegin (Onegin)
- Michael Tippett
  - King Priam (Hector)
- Giuseppe Verdi
  - La traviata (Giorgio Germont)
  - Simon Boccanegra (Paolo Albiani)
  - Don Carlo (Rodrigo di Posa)
  - Falstaff (Ford)
- Richard Wagner
  - Die Meistersinger von Nürnberg (Beckmesser)

## Discografia parziale
| Anno | Titolo                         | Ruolo             | Cast                                                                            | Direttore             |
| ---- | ------------------------------ | ----------------- | ------------------------------------------------------------------------------- | --------------------- |
| 1974 | Mefistofele                    | Wagner            | Norman Treigle, Plácido Domingo, Montserrat Caballé                             | Julius Rudel          |
| 1975 | Carmen                         | Moralés           | Tatiana Troyanos, Placido Domingo, José van Dam, Kiri Te Kanawa                 | Sir Georg Solti       |
| 1976 | L'Elisir d'Amore               | Belcore           | José Carreras, Yasuko Hayashi, Geraint Evans, Lillian Watson                    | Sir John Pritchard    |
| 1978 | Beatrice et Benédict           | Claudio           | Janet Baker, Robert Tear, Richard Van Allan                                     | Sir Colin Davis       |
| 1979 | Faust (Gounod)                 | Valentin          | Placido Domingo, Mirella Freni, Nicolai Ghiaurov                                | Georges Prêtre        |
| 1979 | Peter Grimes                   | Ned Keene         | Jon Vickers, Heather Harper, Jonathan Summers                                   | Sir Colin Davis       |
| 1980 | Hamlet                         | Hamlet            | Christine Barbaux, Sean Hudson, Josephine Veasey                                | Anthony Hose          |
| 1980 | Werther                        | Albert            | Frederica von Stade, José Carreras                                              | Sir Colin Davis       |
| 1980 | King Priam                     | Hector            | Norman Bailey, Stephen Roberts                                                  | David Atherton        |
| 1980 | Pagliacci                      | Silvio            | Renata Scotto, José Carreras, Kari Nurmela                                      | Riccardo Muti         |
| 1981 | Le Nozze di Figaro             | Conte di Almaviva | Samuel Ramey, Lucia Popp, Kiri Te Kanawa                                        | Sir Georg Solti       |
| 1982 | Il Barbiere di Siviglia        | Figaro            | Francisco Araiza, Agnes Baltsa                                                  | Sir Neville Marriner  |
| 1984 | Don Giovanni                   | Don Giovanni      | Carol Vaness, Francisco Araiza                                                  | Bernard Haitink       |
| 1985 | Dido and Aeneas                | Aeneas            | Jessye Norman, Marie McLaughlin                                                 | Raymond Leppard       |
| 1985 | Iphigénie en Tauride           | Oreste            | Diana Montague, John Aler                                                       | John Eliot Gardiner   |
| 1985 | Il ritorno d'Ulisse in Patria  | Ulisse            | Kathleen Kuhlmann, Alejandro Ramirez                                            | Jeffrey Tate          |
| 1987 | Le Nozze di Figaro             | Figaro            | Kathleen Battle, Jorma Hynninen, Margaret Price                                 | Riccardo Muti         |
| 1989 | Evgenij Onegin                 | Onegin            | Mirella Freni, Neil Shicoff, Nicolai Ghiaurov, Anne Sofie von Otter             | James Levine          |
| 1990 | Così fan tutte                 | Guglielmo         | Francisco Araiza, José Van Dam, Anne Sofie von Otter                            | Sir Neville Marriner  |
| 1990 | Don Giovanni                   | Don Giovanni      | Francisco Araiza, Simone Alaimo, Karita Mattila, Marie McLaughlin               | Sir Neville Marriner  |
| 1991 | Die Zauberflöte                | Papageno          | Jerry Hadley, Barbara Hendricks                                                 | Sir Charles Mackerras |
| 1991 | The Cunning Little Vixen       | The Forester      | Robert Tear, Russel Watson                                                      | Sir Simon Rattle      |
| 1992 | Iphigénie en Tauride           | Oreste            | Carol Vaness, Gösta Winbergh                                                    | Riccardo Muti         |
| 1992 | Peter Grimes                   | Balstrode         | Anthony Rolfe Johnson, Felicity Lott                                            | Bernard Haitink       |
| 1996 | Così fan tutte                 | Don Alfonso       | Hillevi Martinpelto, Alison Hagley, Ann Murray, Kurt Streit, Gerald Finley      | Sir Simon Rattle      |
| 1997 | Die Meistersinger von Nürnberg | Beckmesser        | Gösta Winbergh, Nancy Gustafson, John Tomlinson                                 | Bernard Haitink       |
| 1999 | Capriccio                      | The Count         | Felicity Lott, Gregory Kunde, Christoph Genz                                    | Georges Prêtre        |
| 2006 | Così fan tutte                 | Don Alfonso       | Russel Watson, Diana Montague, Lesley Garret, Nicky Spence, Christopher Maltman | Sir Charles Mackerras |

## DVD parziale
- Britten: Billy Budd (ENO, 1988) - Thomas Allen/English National Opera, Arthaus Musik/Naxos
- Humperdinck: Hansel und Gretel (Royal Opera House, 2008) - Angelika Kirchschlager/Diana Damrau/Elizabeth Connell/Thomas Allen/Anja Silja/Colin Davis (direttore d'orchestra), Opus Arte/Naxos
- Janacek: The Cunning Little Vixen (Chatelet, 1995) - Thomas Allen/Charles Mackerras, Arthaus Musik/Naxos
- Lehar: The Merry Widow (Vedova Allegra) - Andrew Davis/Renée Fleming/Nathan Gunn/Kelli O'Hara/Alek Shrader/Thomas Allen/Carson Elrod/Metropolitan Opera, regia di Susan Stroman 2015 Decca DVD e Blu-ray Disc
- Mozart: Così fan tutte (Glyndebourne, 1975) - Thomas Allen/London Philharmonic Orchestra/John Pritchard (direttore d'orchestra), Arthaus Musik/Naxos
- Mozart: Don Giovanni (Cologne Opera, 1991) - Thomas Allen/Carol Vaness/Ferruccio Furlanetto/Andrea Rost/James Conlon, Arthaus Musik/Naxos
- Mozart: Don Giovanni (La Scala, 1987) - Thomas Allen/Edita Gruberová/Claudio Desderi/Natale De Carolis/Riccardo Muti, Opus Arte/Naxos
- Orff, Carmina burana - Ozawa/Battle/Allen/BPO, Philips
- Strauss II J: Die Fledermaus (Glyndebourne, 2003) - Lyubov Petrova/Thomas Allen, Opus Arte/Naxos
- Strauss R: Ariadne auf Naxos (Glyndebourne, 2013) - Thomas Allen, Opus Arte/Naxos
- Lady Henderson presenta film del 2005 per la regia di Stephen Frears

## Onorificenze
- Bayerischer Kammersänger, rilasciato dalla Bayerische Staatsoper.
- Socio Onorario della Royal Academy of Music.
- Membro Onorario del Jesus College, Oxford.
- Fellow della Royal College of Music (RCM).
- Membro della Università di Sunderland.
- Maestro della Università di Newcastle.
- Dottore in Musica dell'Università di Durham e dell'Università di Birmingham.
- Nel 1989 è stato nominato Commendatore dell'Ordine dell'Impero Britannico.
- Nel 1999 è stato nominato Knight Bachelor.